# Єлизавета Гедимінівна
Єлизавета Гедиминівна (пол. Elżbieta Giedyminówna;  1301–04 —  2 червня (?) 1364) — старша дочка великого князя литовського Гедиміна та Євни. Дружина кн. Вацлава Плоцького, а по його смерті — регентка Мазовії.   

## Життєпис
Поганське ім'я княжни невідоме, хоча раніш в історіографії хибно вважалось, що її звали Данмілла.  
Близько 1316 року, але не пізніше 6 грудня 1320, вона вийшла заміж за плоцького князя Вацлава (чи то пак Ванька), принісши в посаг 720 гривень срібла й 9 гривень золота. У шлюбі Єлизавета народила двох дітей: Ганну, дружину князя жаганського Генріха V Залізного, та Болеслава.   
Після смерті чоловіка в 1337 р. жінка стала регенткою від імені свого сина, доки той не досягне повоноліття — між 1340 й липнем 1343. 21 жовтня 1329 на з'їзді у Віскітках Болеслав передав їй у довічне володіння Вишогрудок, що було підтверджено польським королем Казимиром III Великим на з'їзді в Каліші 27 грудня 1355.   
Померла 2 червня 1364. Похована в соборі Плоцька.